# Kanton Trévoux
Trévoux is een kanton van het Franse departement Ain. Het kanton maakt deel uit van het arrondissement Bourg-en-Bresse.

## Gemeenten
Het kanton Trévoux omvatte tot 2014 de volgende 6 gemeenten:
- Beauregard
- Frans
- Jassans-Riottier
- Saint-Bernard
- Saint-Didier-de-Formans
- Trévoux (hoofdplaats)

Bij de herindeling van de kantons bij decreet van 13 februari 2014, met uitwerking op 22 maart 2015, werden er volgende 6 gemeenten aan toegevoegd:
- Massieux
- Misérieux
- Parcieux
- Reyrieux
- Sainte-Euphémie
- Toussieux